# Олек (Накельський повіт)
Олек (пол. Olek, нім. Elsensee) — село в Польщі, у гміні Шубін Накельського повіту Куявсько-Поморського воєводства.
У 1975-1998 роках село належало до Бидгощського воєводства.